# Dennis Waterman

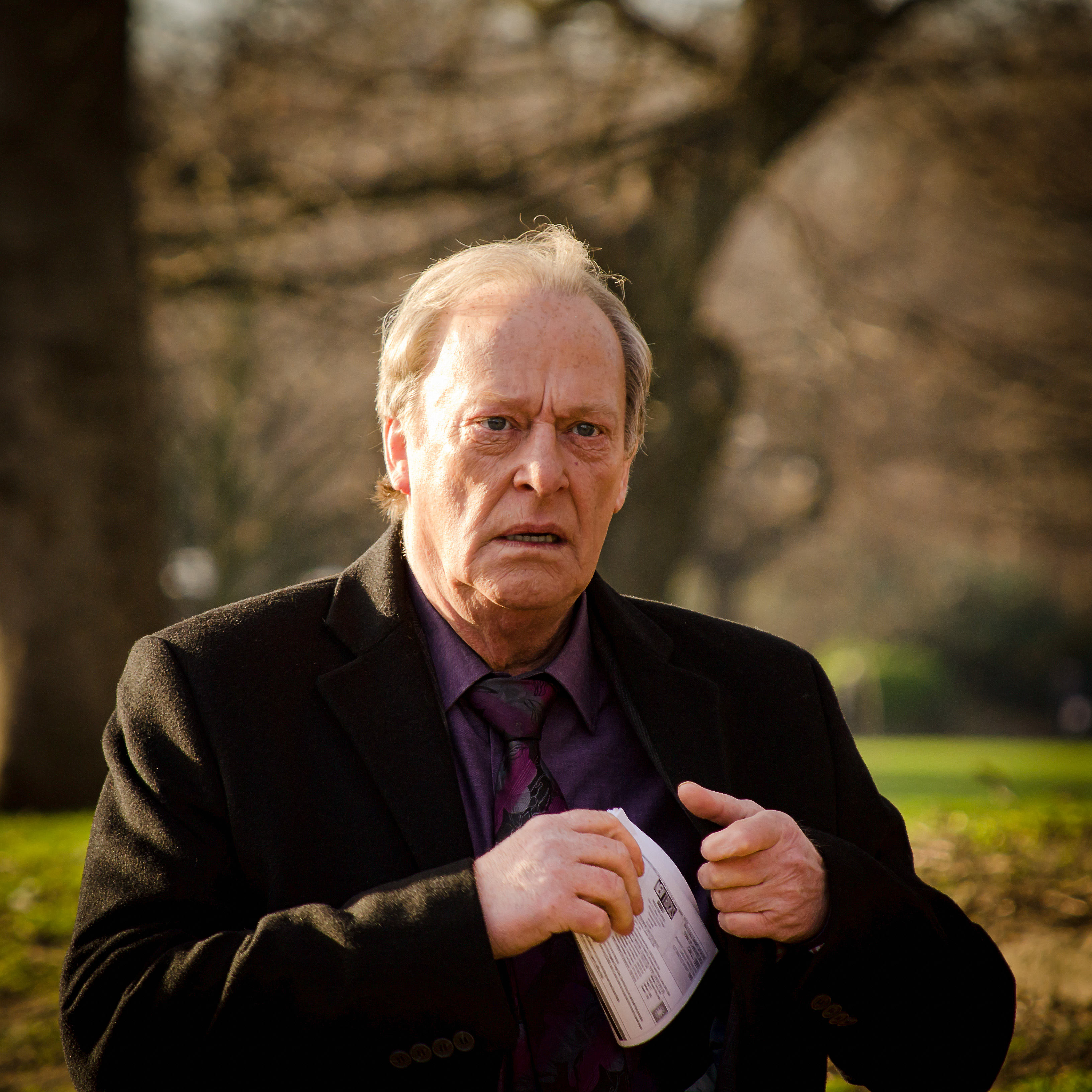
Dennis Waterman am Set der Serie New Tricks (2011)

Dennis Waterman (* 24. Februar 1948 in Clapham, London; † 8. Mai 2022 in Madrid, Spanien) war ein britischer Schauspieler und Popsänger, der hauptsächlich durch seine Darstellung „harter Burschen“ in britischen Krimiserien, insbesondere Die Füchse und Der Aufpasser, bekannt wurde.

## Leben
Waterman hat auch in seinen bekannten Fernsehrollen stets „Cockneys“ dargestellt, immer mit entsprechendem Dialekt und ebensolcher Attitüde. Von 2003 bis 2015 war Waterman als Ex-Detective Sergeant Gerry Standing in der Serie New Tricks – Die Krimispezialisten zu sehen.
Waterman wird in der Fernsehserie Little Britain parodiert. Gespielt von David Walliams, besucht er regelmäßig seinen Agenten, der ihm eine Rolle anbietet. Das Angebot scheitert jedes Mal daran, dass Waterman auch den Titelsong schreiben und singen will. Dies ist eine Anspielung darauf, dass Waterman für drei Serien, in denen er mitspielte (namentlich Der Aufpasser (Minder), On the Up und New Tricks – Die Krimispezialisten), auch die Titelmelodie sang. Des Weiteren wird durch die Verwendung von für ihn übergroßen Alltagsgegenständen (die für seinen Agenten normal groß sind) auf seine Körpergröße angespielt (etwa 1,75 Meter bzw. 5 feet, 9 inches). Sein Schaffen für Film und Fernsehen umfasst mehr als 80 Produktionen. Zuletzt trat er 2020 in den Film Never Too Late in Erscheinung.
Im März 2012 kam er mit der Aussage in die Schlagzeilen, es sei nicht schwer für eine Ehefrau, ihren Mann dazu zu bringen, sie zu schlagen, und löste damit Empörung und eine Diskussion über häusliche Gewalt aus.
Als Sänger wurde Waterman international bekannt, da er von 1976 bis 1981 mehrere Pop-Alben veröffentlichte.
Waterman starb im Mai 2022 in einem Krankenhaus in Spanien.

## Filmographie (Auswahl)
- 1960: Night Train for Inverness
- 1960: Die Lawine (Snowball)
- 1962: So ein Gauner hat’s nicht leicht (Crooks Anonymous)
- 1962: Piraten am Todesfluß (The Pirates of Blood River)
- 1962–1963: Fair Exchange (Fernsehserie, 16 Folgen)
- 1964: Go Kart Go
- 1968: Knotenpunkt London (Up the Junction)
- 1969: Nicht freigegeben (A Promise of Bed)
- 1970: Inzest (My Lover My Son)
- 1970: Paul Temple (Fernsehserie, Folge 2x08 Der Schriftstellerkongress)
- 1970: Dracula – Nächte des Entsetzens (Scars of Dracula)
- 1971: Die Fratze (Fright)
- 1971: Ein Mann in der Wildnis (Man in the Wilderness)
- 1972: Alice im Wunderland (Alice’s Adventures in Wonderland)
- 1973: Der Fuchs von Belstone (The Belstone Fox)
- 1975–1978: Die Füchse (The Sweeney, Fernsehserie, 53 Folgen)
- 1977: Deckname Sweeney (Sweeney!)
- 1978: Sweeney II (Sweeney 2)
- 1979–1989: Der Aufpasser (Minder, Fernsehserie, 73 Folgen)
- 1982: Fußballfieber oder Wie der Weltcup nach Auckland kam (The World Cup: A Captain’s Tale, Fernsehfilm)
- 1988: The First Kangaroos
- 1989–1993: Stay Lucky (Fernsehserie, 27 Folgen)
- 1990–1992: On the Up (Fernsehserie, 19 Folgen)
- 1993: Im Teufelskreis von Haß und Lüge (Circle of Deceit, Fernsehfilm)
- 1997–1999: The Knock (Fernsehserie, 7 Folgen)
- 2003–2015: New Tricks – Die Krimispezialisten (New Tricks, Fernsehserie, 99 Folgen)
- 2007: Back in Business
- 2020: Never Too Late

## Diskografie

### Singles
| Jahr | Titel Album                         | Höchstplatzierung, Gesamtwochen, AuszeichnungChartsChartplatzierungen (Jahr, Titel, Album, Platzierungen, Wochen, Auszeichnungen, Anmerkungen) | Anmerkungen     |
| Jahr | Titel Album                         | UK | Anmerkungen     |
| ---- | ----------------------------------- | --- | --------------- |
| 1979 | I Could Be So Good For You –        | UK3 Silber · (12 Wo.)UK | Reissue: 1980   |
| 1983 | What Are We Gonna Get ’Er Indoors – | UK21 (5 Wo.)UK | mit George Cole |